# Подкарпатская Русь
Подкарпа́тская Русь (чеш. Podkarpatská Rus, Země Podkarpatoruská, укр. Підкарпатська Русь, русин. Підкарпатьска Русь; в советских источниках 1920—30-х годов также — Подкарпа́тская Украи́на) — название одной из земель чехословацкого государства в 1919—1946 годах.
22 ноября 1938 года парламент Чехословакии одобрил закон об автономии Подкарпатской Руси в составе Чехословацкой республики (30 декабря 1938 года автономия получила название «Карпатская Украина»). 2 ноября 1938 года по первому Венскому арбитражу южная часть Подкарпатской Руси с городами Ужгород, Мукачево и Берегово включена в состав Венгрии. 15 марта 1939 года в северной части территории Подкарпатской Руси было провозглашено независимое государство Карпатская Украина, просуществовавшее всего один день.
Подкарпатская Русь включала в себя в основном нынешнюю территорию Закарпатской области Украины (кроме окрестностей города Чоп), а также село Лекаровце, ныне находящееся на территории Словакии.

## История
После распада Австро-Венгерской империи 8 ноября 1918 года первая рада (совет) русинов в Старой Любовне (позднее в Прешове) приняла постановление об отделении от Венгрии, но вопрос о присоединении к какому-либо государству тогда не был решён. 9 ноября рада в Ужгороде высказалась за присоединение к Венгрии в качестве автономной территории.
12 ноября 1918 года рада русинских эмигрантов во главе с Григорием Жатковичем, прошедшая в Скрентоне (США), предварительно проголосовав за присоединение к Чехословакии, приняла решение провести плебисцит среди всех американских русинов. Опрос прошёл в декабре, и голоса на нём разделились следующим образом: около 67 % проголосовало за вхождение края в состав Чехословакии, 28 % — за присоединение к Украине, 2 % — за полную независимость, по 1 % — за присоединение к Галиции, Венгрии либо России. Тем временем, в Карпатской Руси проходили народные собрания, принимавшие самые различные решения. Так, рада в Хусте высказалась за присоединение к Украине, а «Рада галицких и угорских русинов» во главе с Антоном Бескидом в Прешове поддержала решение войти в состав Чехословакии.
Со своей стороны, Венгерская республика 21 декабря 1918 года предоставила Закарпатью автономию в своём составе под названием «Руська Краина». В это же самое время делегация словацких русинов вела переговоры в Будапеште с Миланом Годжей о присоединении к Чехословакии.
С провозглашением Венгерской Советской Республики в «Руськой Краине» также была провозглашена советская власть. Однако к началу мая 1919 года чехословацкие и румынские войска вытеснили венгерских красноармейцев и заняли территорию Закарпатья.
Григорий Жаткович и Антон Бескид, встретившись в Париже, согласовали меморандум для Парижской мирной конференции. 23 апреля 1919 года было подготовлено прошение о вхождении для президента Чехословакии Томаша Масарика, а 8 мая в Ужгороде после совещания Бескида, Волошина и Жатковича принято решение о присоединении к Чехословакии. После этого Масарик направил своих представителей в Карпатскую Русь, которые по возвращении составили доклад о крайней отсталости территории, на основании чего было решено отказать Карпатской Руси во вхождении в состав Чехословакии. Тем не менее, союзники практически заставили Чехословакию подписать договор в Сен-Жермене и принять Карпатскую Русь в свой состав, опасаясь, что иначе она станет частью Венгрии. Таким образом, 10 сентября 1919 года Карпатская Русь вошла в состав Чехословакии на правах автономии. Окончательно статус территории был подтверждён Трианонским договором 1920 года.
Конституция Чехословакии, принятая 29 февраля 1920 года, ввела в обиход название «Подкарпатская Русь» и, начиная с этого времени, такое название использовалось во всех официальных отношениях и хорошо устоялось как политическое понятие в международной практике. 26 апреля был учреждён пост земского губернатора, им стал Григорий Жаткович. С 1923 года Подкарпатская Русь имела 9 депутатов в чехословацком парламенте.
В знак протеста против того, что обещанная автономия так и не была предоставлена, Жаткович в 1921 году ушёл со своего поста и вернулся в США. После него губернаторами Подкарпатской Руси становились Пётр Эренфельд (1921—1923), Антон Бескид (1923—1933), Антонин Розсыпал (1933—1935), Константин Грабарь (1935—1938).
Вначале территория была разделена на три жупы — Ужгородскую, Мукачевскую и Мармарошскую, а в 1927 году на 12 районов с районными центрами в Берегове, Великом Березном, Волове, Иршаве, Мукачеве, Перечине, Рахове, Сваляве, Севлюше, Тячеве, Ужгороде и Хусте.
Политическая ситуация в Карпатской Руси была сложная. Украинофилы во главе с Августином Волошиным желали автономии в рамках Чехословакии, русофилы, представленные Автономным земледельческим союзом Андрея Бродия и Русской национально-автономной партией униатского священника Стефана Фенцика, которая ориентировалась на итальянских фашистов, поддерживали автономию в составе Чехословакии или Венгрии, Объединённая Венгерская партия (около 10 % голосов) требовала вхождения в состав Венгрии, коммунисты (до 25 % голосов) хотели присоединения к советской Украине. Так на выборах 1935 года 63 % голосов получили сторонники полной автономии, присоединения к Венгрии или Украине и лишь 25 % — сторонники Чехословакии. Против автономии выступали все чешские партии Карпатской Руси.
В 1930-е годы в Подкарпатской Руси шёл рост автономистских настроений, однако кардинально ситуация поменялась осенью 1938 года. После Мюнхенского соглашения, когда от Чехословацкой республики были отторгнуты Судетская область и Тешинский край, чехословацкое руководство пошло на серьёзные уступки в вопросе автономии для Подкарпатской Руси. В результате соглашения местных политических партий появилась Национальная рада Подкарпатской Руси, которая объявила себя единственным законным представителем народа края. 11 октября 1938 года создано коалиционное правительство автономной Подкарпатской Руси во главе с провенгерски настроенным А. Бродием (в должности до 26 октября того же года).
Ещё в сентябре 1938 года венгерское правительство потребовало от президента Чехословакии Э. Бенеша предоставить жителям Подкарпатской Руси право на самоопределение и урегулировать вопрос о венгерском меньшинстве (оно составляло 1/4 населения края). 2 ноября 1938 года по первому Венскому арбитражу южная часть Подкарпатской Руси с городами Ужгород, Мукачево и Берегово была включена в состав Венгрии.
26 октября 1938 года премьер-министром Подкарпатской Руси стал Августин Волошин, который начал украинизацию края, весьма жёстко подавляя оппозицию. Новый премьер распорядился закрыть несколько оппозиционных газет и журнал «Тиса», для оставшихся СМИ была введена цензура, закрыты центры русофильского общества имени Духновича.
20 ноября 1938 года по указу главы правительства Подкарпатской Руси А. Волошина начал действовать концлагерь Думен около города Рахова, куда среди прочих заключали противников правительства края. Чехословацкие власти пытались контролировать ситуацию и даже сняли с должности местного министра внутренних дел Э. Бачинского, назначив вместо него Л. Прхалу. Однако правительство Волошина заставило Прагу пойти на уступки, и Л. Прхала стал министром транспорта.
22 ноября 1938 года парламент Чехословакии одобрил закон об автономии Подкарпатской Руси в составе Чехословацкой республики (название и официальный язык края должны были быть определены на созываемом местном сейме). 30 декабря 1938 года автономия переименована в «Карпатскую Украину».
При этом продолжалось подавление оппозиции — 20 января 1939 года правительство Волошина распустило все политические партии края, создав новую партию — Украинское национальное объединение. Впрочем, 6 февраля 1939 года правительство автономии уточнило своё распоряжение о роспуске партий, заявив о разрешении деятельности аграрной, народно-социалистической, социал-демократической и христианско-народной партий.
В условиях оккупации Чехии и Моравии, объявления независимости Словакией, концентрации у границ Подкарпатской Руси венгерских войск правительство Карпатской Украины во главе с А. Волошиным 14 марта 1939 года объявило о провозглашении независимости. Это решение было утверждено 15 марта 1939 года начавшим работу в городе Хуст (столице нового государства) парламентом Карпатской Украины — Соймом (сеймом), принявшим конституцию. В тот же день на территорию самопровозглашённого государства вошли венгерские войска, которые в течение трёх дней оккупировали всю территорию края. Провозглашённое на северной части территории Подкарпатской Руси государство перестало существовать.
В 1944 году, во время Второй мировой войны, территорию Подкарпатской Руси (современное Закарпатье) заняли части Красной армии.
29 июня 1945 года в Москве было подписано соглашение о вхождении бывшей Подкарпатской Руси в состав Украинской ССР (соглашение 186/1946 Sb. чехословацкого законника). Соглашение окончательно ратифицировано чехословацким парламентом 22 ноября 1945 года. Кроме того, Чехословакия согласилась передать СССР около 250 км² территории в окрестностях Чопа — Селменец (Батфа, Галоч, Малые Селменцы, Паладь-Комаровцы, Палло, Ратовцы, Соломоново, Сюрте, Тисаашвань, Тыйглаш, Чоп), которые не были частью Подкарпатской Руси, а являлись частью словацкого Земплина — Велькокапушанского и Кралёвохльмецкого районов.

## Символика
Герб Подкарпатской Руси был принят 29 февраля 1920 году. Он стал составной частью утверждённых законом от 30 марта 1920 года № 252/1920 Среднего и Большого гербов Чехословакии, в состав которой согласно решению Парижской мирной конференции 1919 года включили Закарпатье, названное Подкарпатской Русью.
Герб имеет форму французского геральдического щита, разделённого по вертикали на две равные части. Правая геральдическая часть делится по горизонтали на семь равных полос с чередованием синего и золотого (жёлтого) цветов, из которых первая полоса — синяя, вторая — золотая. В левой части щита на серебряном (белом) поле — изображение красного медведя, стоящего на задних лапах и смотрящего вправо.
Впервые вопрос о флаге был поднят в Подкарпатской Руси, как части Чехословакии, в 1920 году. Первый губернатор Г. Жаткович предложил центральному правительству сине-жёлтое полотнище. В ответ министерство внутренних дел Чехословакии в 1921 году рекомендовало использовать для флага все цвета герба: синий, жёлтый, красный, белый. Окончательно вопрос о флаге не был решён. В 1925 году вопрос о флаге был поднят снова, но проукраинская и русофильская фракции депутатов в чехословацком парламенте не смогли прийти к единому мнению. Не дожидаясь решения на государственном уровне, 15 декабря 1934 года президиум краевого правительства Подкарпатской Руси издал распоряжение № 17688-през.-1934 за подписью и. о. губернатора Антона Розсыпала о порядке употребления сине-жёлтого флага в Подкарпатской Руси как краевого. Официальное утверждение сине-жёлтое полотнище получило лишь 15 марта 1939 как флаг независимой Карпатской Украины, просуществовавшей один день.
Под влиянием эмигрантов из Советской России в 1920—1930-х годах некоторые местные партии и организации «русофильской ориентации» использовали бело-сине-красный русский флаг. Так, бело-сине-красный флаг использовало созданное в 1923 году русское общество имени А. Духновича как «знак единой русской нации». В 1939 году после присоединения Закарпатья к Венгрии этот флаг использовался как подкарпатский.

## Политическая система и общественные организации
В межвоенный период в регионе были сильны Коммунистическая и Аграрная партии, а также Автономный земледельческий союз, опиравшийся на русофильское культурно-просветительское общество имени А. Духновича. Именно они стабильно показывали высокие результаты на парламентских выборах.
Результаты парламентских выборов в Подкарпатской Руси по годам (% голосов избирателей):
- 1924 год — Коммунистическая партия Чехословакии — 39,4 %, Аграрная партия — 6,4 %, Автономный земледельческий союз — 8,4 %;
- 1925 год — Коммунистическая партия Чехословакии — 30,8 %, Аграрная партия — 14,2 %, Автономный земледельческий союз — 11,6 %;
- 1929 год — Коммунистическая партия Чехословакии — 15,2 %, Аграрная партия — 29,1 %, Автономный земледельческий союз — до 18,2 %;
- 1935 год — Коммунистическая партия Чехословакии — 24,4 %, Аграрная партия — 19,0 %, Автономный земледельческий союз — 13,9 %[16].

Кроме этого, в крае действовали и такие политические партии и общественные организации, как: Русская народная партия, Венгерская христианско-социалистическая партия, Социал-демократическая партия Подкарпатской Руси, культурно-просветительское общество «Просвита», Русское культурно-просветительское общество имени А. Духновича и другие.
Хотя среди чиновников региона были люди разных национальностей, но численно преобладали чехи. Это, вероятно, связано с более высоким уровнем образования у чехов в тогдашней Чехословакии. Например, в 1927 году среди государственных служащих в администрации Подкарпатской Руси было 255 чехов, 17 словаков, 142 русина, 56 венгров и 22 представителя других национальностей. В 1935 году в краевом управлении трудились 7 чехов, 1 украинский эмигрант; из 12 начальников округов — 7 человек были чехами, 1 — украинским эмигрантом, 2 — русскими эмигрантами и 2 — русинами. Среди служащих было 497 чехов, 20 украинских и 12 русских эмигрантов, 85 русинов и 54 венгра.

## Население
В 1921 году население региона составило 599,8 тыс. человек, из них: русины, украинцы — 372,9 тыс. чел., венгры — 102,1 тыс. чел., евреи — 80,1 тыс. чел., чехи и словаки — 19,7 тыс. чел., немцы — 10,5 тыс. чел., поляки — 0,3 тыс. чел., другие национальности — 14,2 тыс. чел.

## Экономика
Подкарпатская Русь являлась преимущественно аграрным регионом, где промышленность находилась в зачаточном состоянии. Например, в 1930 году в промышленности Закарпатья было занято только 16 тыс. человек.

## Образование
Образовательную систему Подкарпатской Руси составляли начальные школы, гимназии, профессиональные и технические училища, а также учительские семинарии. В 1920 году в регионе имелось 475 начальных школ (в том числе 321 школа с тем или иным восточнославянским языком обучения), 10 городских (из них 7 с восточнославянским языком), 4 гимназии (3 со славянским языком), 3 учительские семинарии (все со славянским языком), 3 профессиональных и технических училища (все со славянским языком). За межвоенный период в крае более чем вдвое сократилось число неграмотных — с 67 % до 27 %, а сеть образовательных учреждений значительно расширилась. В 1938 году в Подкарпатской Руси насчитывалось: начальных школ — 809 (469 с восточнославянским языком обучения), городских — 52 (23 с восточнославянским языком), гимназий — 8 (5 с восточнославянским языком), учительских семинарий — 5 (4 с восточнославянским языком), профессиональных и технических училищ — 5 (все с восточнославянским языком).

## Средства массовой информации
В Подкарпатской Руси выходило довольно много различной периодики, причём большинство газет были русскоязычные, русиноязычные или украиноязычные. Например, в 1932 году в регионе издавалось 118 газет: 70 — на русском, русинском и украинском языках, 31 — на венгерском, 10 — на чешском, 2 — на еврейском языке, а 5 газет были смешанными.

## Текущее положение
С начала 1990-х годов среди закарпатских русинов развернулось движение за отделение от Украины и обретение собственной государственности. В настоящее время существует неофициальная организация — Правительство Республики Подкарпатская Русь, воссозданное в 2008 году, во главе с Петром Гецко. В 2019 году Пётр Гецко был заочно осуждён на 12 лет лишения свободы за подрыв территориальной целостности Украины: Мукачевский городской районный суд постановил, что в 2014 году Гецко обращался к президенту России Владимиру Путину с просьбой ввести части Вооружённых сил Российской Федерации на территорию Закарпатья и «восстановить государственность Подкарпатской Руси».